# Нантакет
Нант́акет (англ. Nantucket) — острів у США у штаті Массачусетс. Разом з островами Такернак (Tuckernuck) і Маскегет (Muskeget) утворюють місто (англ. town) і округ Нантакет (округ і місто Нантакет об'єднані). Населення — 14 255 осіб (2020).

## Історія

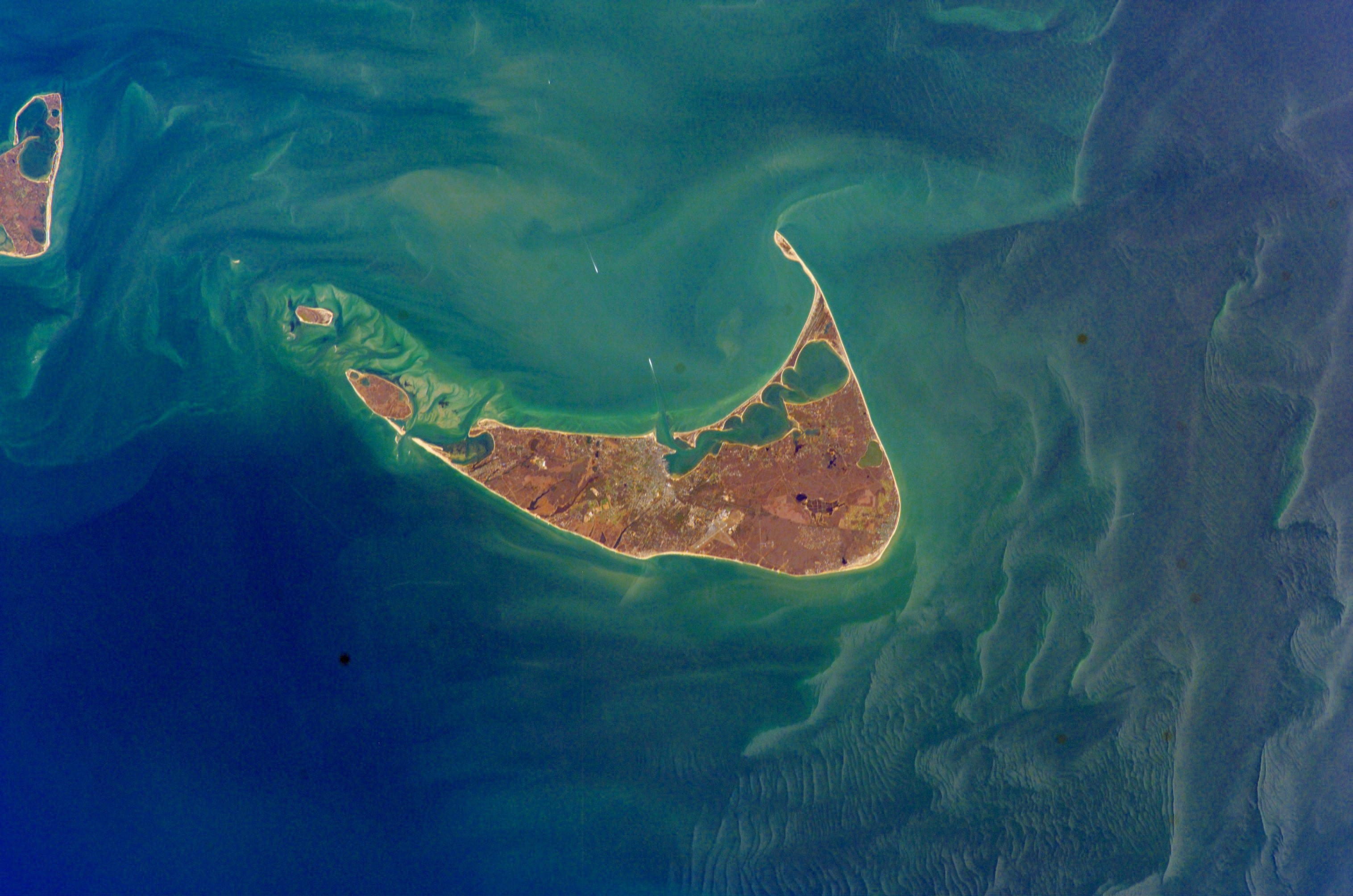
Вид з космосу.

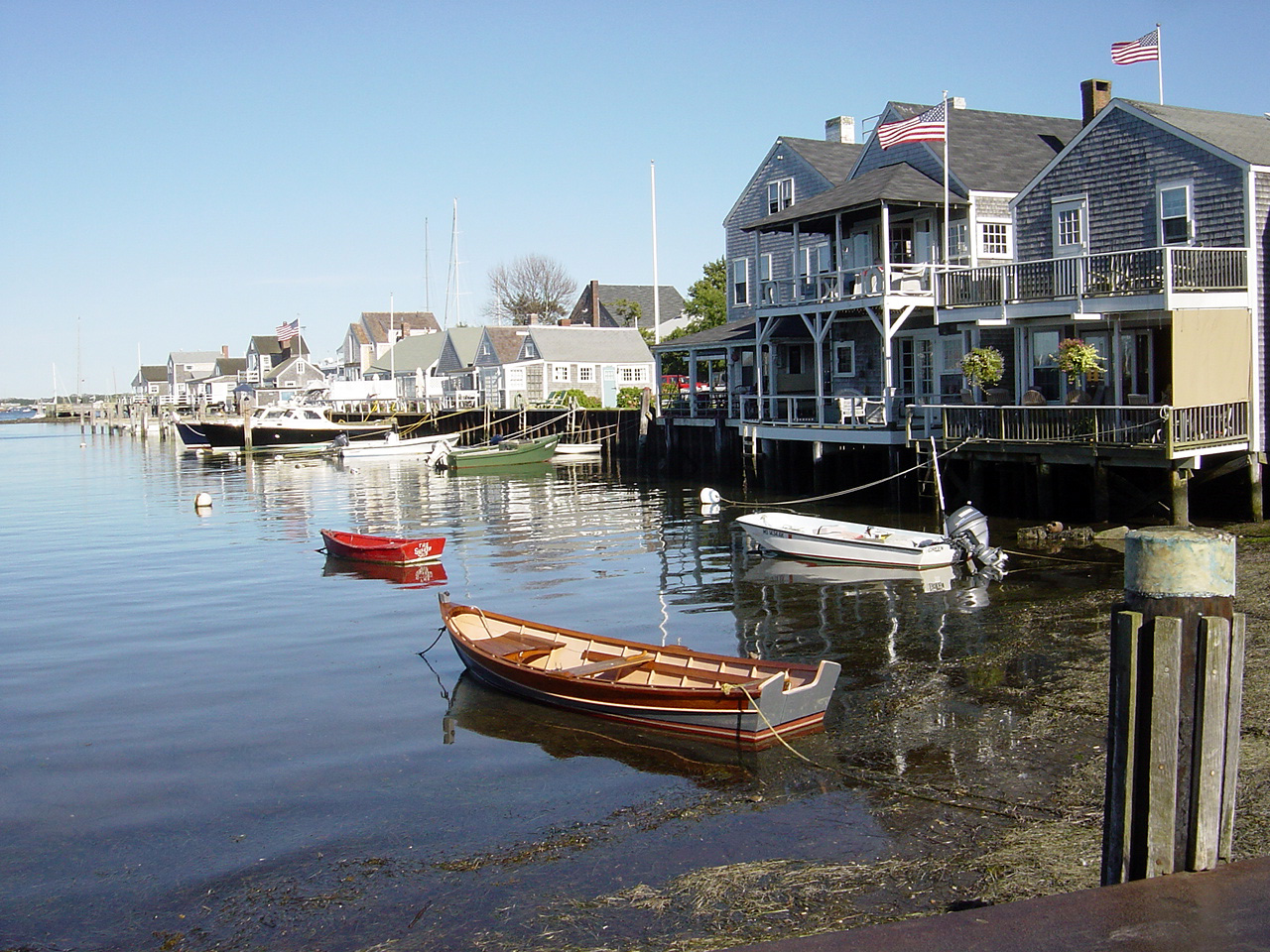
У порту.

Першим з європейців цей острів відвідав англієць Бартолом'ю Госнольд у 1602 році, хоча в певних джерелах першість приписують Шамплену. При початковому заселенні Нової Англії острів був частиною Плімутської колонії. Одним із засновників міста був Джон Хассі (John Hussey), предок Меган Маркл, який прибув до Америки 1632 року. 1641 року Томас Мейхью (засновник поселення на Мартас-Віньярд) викупив його.
1659 року на острові оселилися рибалки — квакери, які поступово витіснили тубільців. Місто було офіційно засновано 1687 року, а округ Нантакет було утворено 1695 року. До 1692 року острів входив до складу колонії Нью-Йорк.
У 1746 році побудували маяк на Мису Брент (англ. Brant Point Light) острову Нантакет, який наразі є другим найстарішим у США.
В кінці XVIII століття острів відігравав провідну роль в китобійному промислі; до порту було приписано 125 китобійних суден. Протягом XIX століття значення Нантакету як порту йшло на спад, а до кінця століття китобійний промисел і зовсім втратив значення в зв'язку з тим, що був винайдений процес перегонки нафти в бензин і гас (до цього в освітлювальних лампах широко використовувався китовий жир).
У XX столітті основою економіки острова став туризм. У зв'язку з цим 13 грудня 1966 року комплекс історичної забудови Нантакета був внесений в Національний реєстр історичних місць США.
На острові Нантакет відбувається дія перших глав роману «Мобі Дік» Германа Мелвілла. Він був портом приписки китобійного судна «Пекод», на якому подорожували герої роману. Також з Нантакету починається «Повість про пригоди Артура Гордона Піма». На фіктивному летовищі на Нантакеті відбувається дія американського серіалу «Крила» (1990—1997).

## Географія
Острів розташований в Атлантичному океані на відстані 48,3 км на південь від мису Кейп-Код та за 24 км на схід від острова Мартас-Віньярд (їх розділяє Маскегетська протока). Довжина острова складає 24 км, ширина коливається від 5 до 10 км.

### Клімат
| Клімат : Нантакет                 | Клімат : Нантакет | Клімат : Нантакет | Клімат : Нантакет | Клімат : Нантакет | Клімат : Нантакет | Клімат : Нантакет | Клімат : Нантакет | Клімат : Нантакет | Клімат : Нантакет | Клімат : Нантакет | Клімат : Нантакет | Клімат : Нантакет | Клімат : Нантакет |
| Показник                          | Січ.              | Лют.              | Бер.              | Квіт.             | Трав.             | Черв.             | Лип.              | Серп.             | Вер.              | Жовт.             | Лист.             | Груд.             | Рік               |
| Абсолютний максимум, °C           | 17,2              | 14,4              | 18,9              | 28,3              | 29,4              | 33,3              | 33,3              | 37,8              | 30,0              | 28,3              | 23,3              | 17,2              | 37,8              |
| Середній максимум, °C             | 3,4               | 4,1               | 6,8               | 10,7              | 15,4              | 20,0              | 23,9              | 23,7              | 20,8              | 16,0              | 11,1              | 6,5               | 13,6              |
| Середня температура, °C           | −0,2              | 0,6               | 3,1               | 7,1               | 11,7              | 16,5              | 20,3              | 20,2              | 17,1              | 12,3              | 7,6               | 2,9               | 9,9               |
| Середній мінімум, °C              | −3,8              | −3,1              | −0,6              | 3,6               | 7,8               | 13,1              | 16,8              | 16,6              | 13,4              | 8,6               | 4,1               | −0,6              | 6,3               |
| Абсолютний мінімум, °C            | −19,4             | −18,9             | −13,9             | −6,7              | −2,2              | 1,7               | 8,3               | 3,9               | 1,1               | −5,6              | −8,9              | −19,4             | −19,4             |
| Норма опадів, мм                  | 92                | 69                | 108               | 95                | 87                | 89                | 78                | 99                | 103               | 100               | 113               | 97                | 1128              |
| Днів з опадами                    | 12                | 10                | 11                | 11                | 10                | 8                 | 7                 | 9                 | 8                 | 9                 | 12                | 13                | 118               |
| --------------------------------- | ----------------- | ----------------- | ----------------- | ----------------- | ----------------- | ----------------- | ----------------- | ----------------- | ----------------- | ----------------- | ----------------- | ----------------- | ----------------- |
| Джерело: NOAA (1981−2010 normals) |                   |                   |                   |                   |                   |                   |                   |                   |                   |                   |                   |                   |                   |

## Демографія

### Перепис 2010
Згідно з переписом 2010 року, у місті мешкали 10 172 особи в 4229 домогосподарствах у складі 2429 родин. Було 11618 помешкань
Расовий склад населення:
| - 87,6 % — білих - 6,8 % — чорних або афроамериканців - 1,2 % — азіатів - 0,1 % — корінних американців - 2,6 % — осіб інших рас |

До двох чи більше рас належало 1,8 %. Іспаномовні складали 9,4 % від усіх жителів.
За віковим діапазоном населення розподілялося таким чином: 20,7 % — особи молодші 18 років, 67,2 % — особи у віці 18—64 років, 12,1 % — особи у віці 65 років та старші. Медіана віку мешканця становила 39,4 року. На 100 осіб жіночої статі у місті припадало 104,8 чоловіків; на 100 жінок у віці від 18 років та старших — 106,2 чоловіків також старших 18 років.
Середній дохід на одне домашнє господарство становив 125 631 долар США (медіана — 91 942), а середній дохід на одну сім'ю — 150 881 долар (медіана — 109 885). Медіана доходів становила 52 813 долари для чоловіків та 60 171 долар для жінок. За межею бідності перебувало 11,2 % осіб, у тому числі 22,4 % дітей у віці до 18 років та 4,2 % осіб у віці 65 років та старших.
Цивільне працевлаштоване населення становило 6408 осіб. Основні галузі зайнятості: освіта, охорона здоров'я та соціальна допомога — 18,9 %, роздрібна торгівля — 14,4 %, будівництво — 14,3 %.

### Перепис 2000
За даними перепису 2000 року
загальне населення округу становило 9520 осіб, зокрема, міського населення було 7551, а сільського — 1969 осіб, з яких 4884 чоловіків і 4636 жінок. В окрузі було 3699 домогосподарств, 2106 родин, які мешкали в 9210 будинках. Середній розмір родини становив 2,9 особи. За даними перепису 1 липня 2015 року загальне населення округу становить 10925 осіб.

## Транспорт
- Нантакет має свій власний аеропорт, Меморіальний аеропорт Нантакет.
- Місцевий оператор громадського транспорту «Nantucket Regional Transit Authority» обслуговує мережу автобусних маршрутів[12]
- На острові Нантакет ходять пороми з Гаянису (Кейп-Код)[13]